# Oldřich IV. Vavák z Hradce
Oldřich IV. Vavák z Hradce († 22. září 1421) byl jeden z mála představitelů vyšší šlechty, který se hned od počátku přidal na stranu husitů a válčil i po boku Jana Žižky.

## Život
Pocházel z významného jihočeského rodu pánů z Hradce. Zatímco jeho bratr Jan mladší (III.) z Hradce byl Kostnickým koncilem označen za nejkřesťanštějšího pána v Čechách, Oldřich byl stoupencem Husových myšlenek a přivěsil svou pečeť ke stížnému listu proti jeho upálení. Na podzim roku 1420 se připojil se svými oddíly k Žižkovu jihočeskému tažení, při němž byla dobyta i Lomnice, kterou Oldřich z Rožmberka svěřil předtím jeho bratru Janovi. V Praze byl pak iniciátorem "hádání" pražských a táborských kněží o čtyřech artikulech ve Zmrzlíkově domě. Patřil k odpůrcům husitských radikálů. Na počátku roku 1421 uvěznil v Jindřichově Hradci (na Žižkovu žádost) táborského radikálního kazatele Martina Húsku, kterého propustil až na přímluvu táboritů. Také se zúčastnil Žižkova zátahu na adamity z okolí Lužnice, kteří byli pak upáleni na Klokotech. Na čáslavském sněmu byl zvolen jako jeden ze zástupců panstva do dvacetičlenné prozatímní vlády. Aktivní byl i na sněmu kutnohorském v létě roku 1421. Znepřátelil si Jana Želivského, kterému spolu s Janem Sádlem vyčetl, že jako kněz příliš zasahuje do světských záležitostí a rozbíjí husitskou jednotu. Na sněmu byl jmenován kutnohorským mincmistrem, ale stejně jako jeho předchůdce Petr Zmrzlík ze Svojšína se nakazil morem a brzy nato zemřel.

## Rodina
Oldřich zvaný Vavák byl mladším synem Jindřicha III. z Hradce. Jeho starší bratr Jan padl (na katolické straně) v bitvě pod Vyšehradem v listopadu 1420. S Markétou z Kravař měl dceru Annu, která si vzala Hynce Ptáčka z Pirkštejna. Po Oldřichově smrti zdědil jeho majetky bratranec Menhart z Hradce.